# Bistum Townsville
Das Bistum Townsville (lateinisch Dioecesis Tovnsvillensis, englisch Diocese of Townsville) ist eine in Australien gelegene Diözese der römisch-katholischen Kirche mit Sitz in Townsville, Queensland. Es umfasst den nördlichen Zentralteil von Queensland.  Die Bischofskirche ist die Sacred Heart Cathedral in Townsville.

## Geschichte
Papst Pius XI. gründete es am 12. Februar 1930 aus Gebietsabtretungen des Bistums Rockhampton und wurde dem Erzbistum Brisbane als Suffragandiözese unterstellt.

## Bischöfe von Townsville
- Terence Bernard McGuire (12. Februar 1930 – 14. Juni 1938, dann Bischof von Goulburn)
- Hugo Edward Ryan (13. Juli 1938 – 14. September 1967)
- Leonard Faulkner (14. September 1967 – 2. September 1983, dann Koadjutorerzbischof von Adelaide)
- Raymond Conway Benjamin (14. Februar 1984 – 18. April 2000)
- Michael Putney (24. Januar 2001 – 28. März 2014)
- Timothy Harris (seit 8. Februar 2017)

## Weblinks

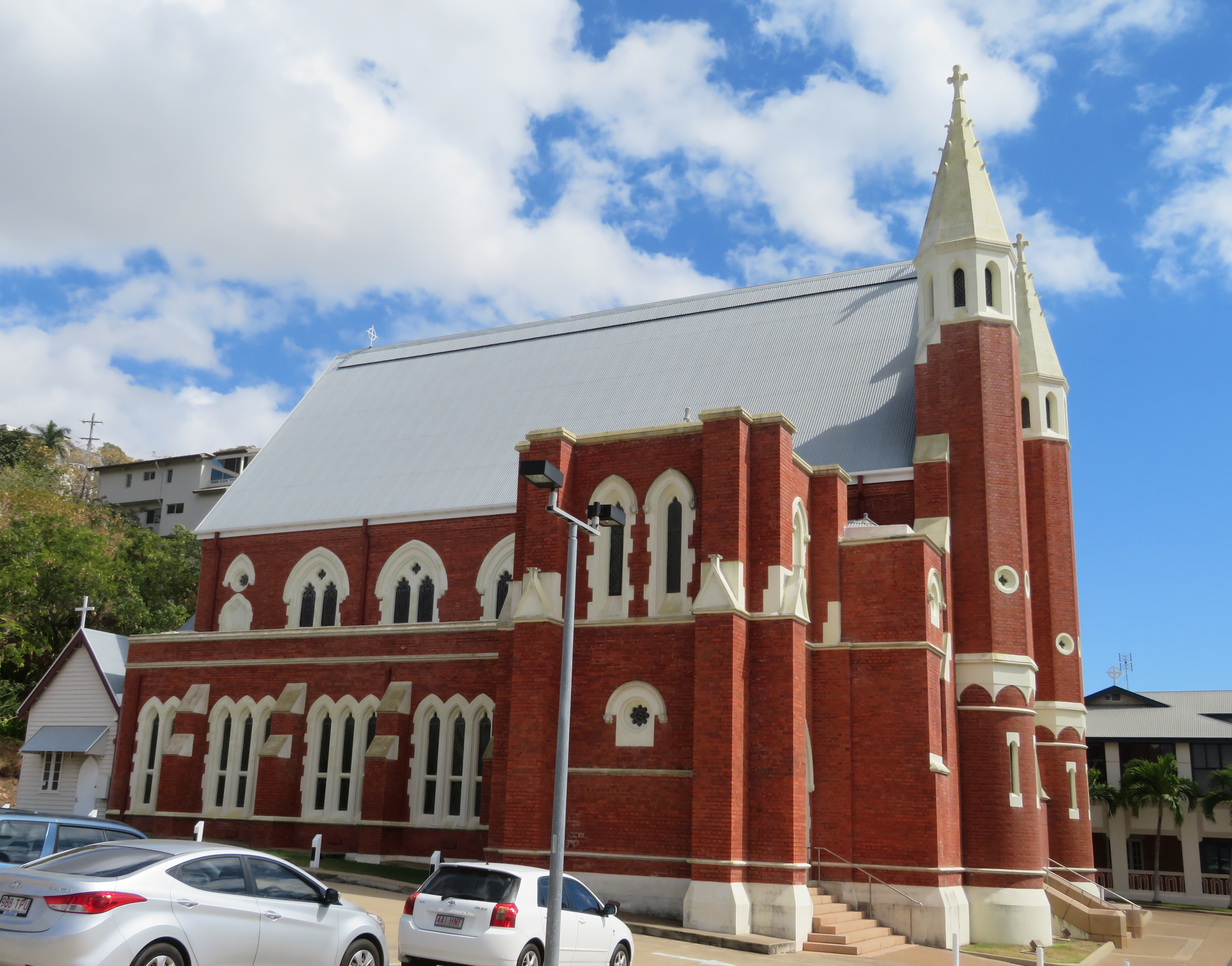
Bischofskirche Sacred Heart Cathedral in Townsville
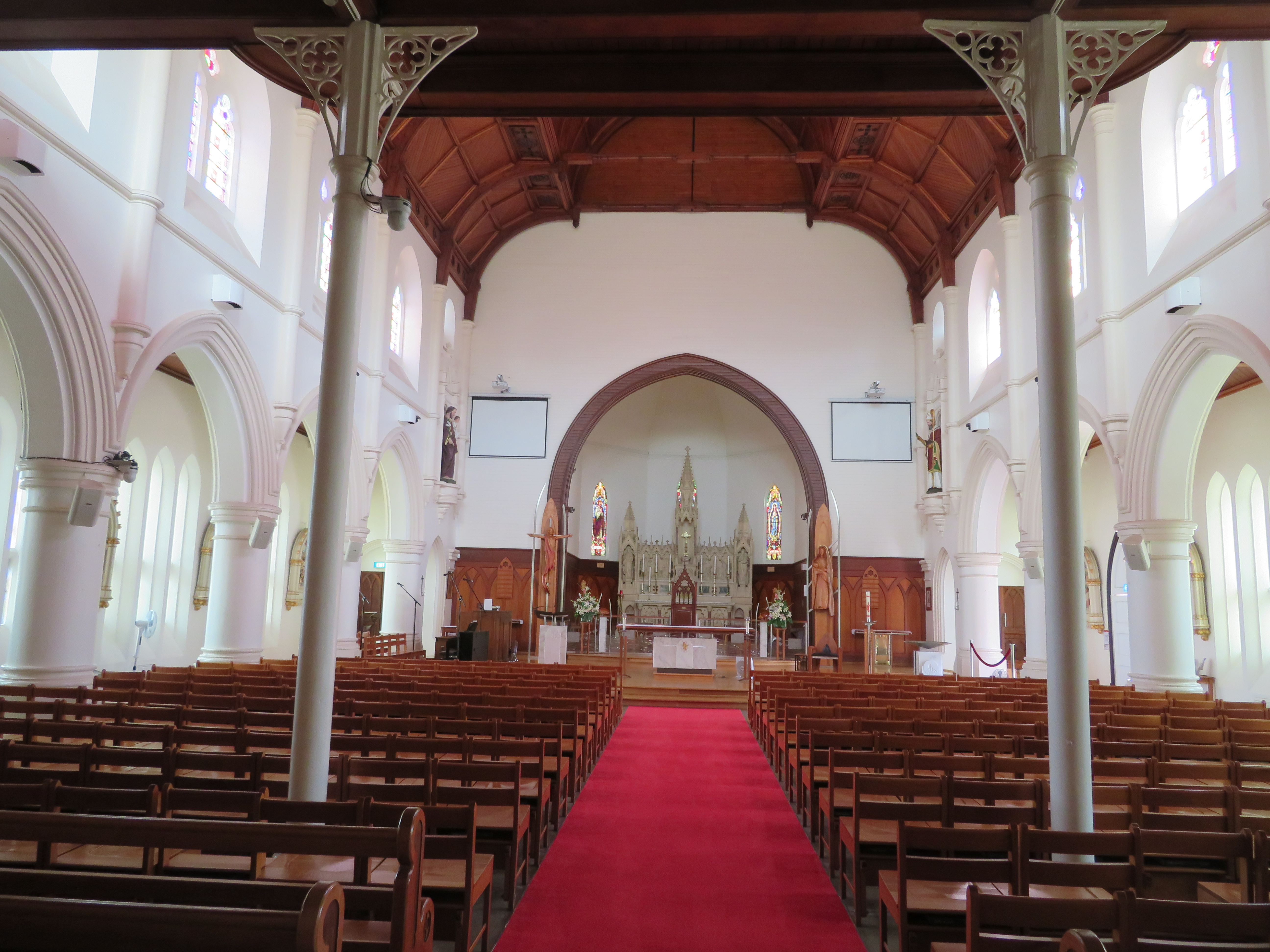
Inneres der Sacred Heart Cathedral